# 유회 (거록도위)
유회(劉回, 생몰년 미상)는 전한 한경제의 서자인 장사정왕의 증손으로, 후한을 세운 광무제의 조부이다. 부친은 울림태수(鬱林太守)를 지낸 유외이며 본인은 생전 거록군(鉅鹿郡)의 도위(都尉)를 지냈다.

## 생애
유회는 장씨(張氏)와 혼인하여 유흠과 유량(劉良), 유흡(劉歙)을 포함한 3남을 낳았다. 유흠의 아들이 바로 광무제이며, 광무제가 후한을 건국하자 유회는 거록도위(鉅鹿都尉)의 이름으로 사묘(四廟)에 위패가 안치되었다. 이후 그의 묘소가 창릉(昌陵)으로 격상되었으며 후에 장릉(章陵)으로 개칭되었고 그의 아내인 장씨도 황조고부인(皇祖考夫人)으로 추존되었다.

## 가족
- 증조부: 장사정왕 유발
- 조부: 용릉절부군 유매
- 부친: 울림부군 유외
- 모후: 불명
- 황비: 거록부군부인 장씨
- 아들: 남돈군 유흠
- 손자: 광무제 유수